# Urszula Stępińska

Reprezentacja polskich gimnastyczek na Igrzyskach olimpijskich w 1936 roku. Druga z lewej: Urszula Stępińska

Urszula Stępińska (ur. 1914 w Krakówie, zm. 12 lutego 1944 tamże) – polska gimnastyczka, uczestniczka Letnich Igrzysk Olimpijskich 1936.

## Życiorys
Karierę rozpoczynała w 1933 w towarzystwie gimnastycznym „Sokół” Kraków-Podgórze. Była związana także z Koroną Kraków. W 1936 została członkiem kadry na letnie igrzyska olimpijskie w Berlinie w wieloboju. Nie wystartowała w nich na skutek kontuzji. Dwa lata później zdobyła srebrny medal mistrzostw Polski w tej konkurencji oraz brąz na mistrzostwach świata w Pradze. W latach trzydziestych była instruktorką w krakowskiej fabryce Solvay.
Podczas II wojny światowej przebywała w Krakowie. Pracowała w fabryce Kabel. Kolportowała prasę podziemną i zajmowała się małym sabotażem. Uczestniczyła w akcji pomocy więźniom w Płaszowie. W dniu 11 listopada 1943 została aresztowana i osadzona w więzieniu na ulicy Montelupich w Krakowie. Po ciężkich torturach została przeniesiona 5 grudnia 1943 do szpitala więziennego. Zmarła 12 lutego 1944 roku. Została pochowana na Cmentarzu Podgórskim (kw. Va-1-25). Jej nazwisko jest wyryte na tablicy pamiątkowej w fabryce „Kabel” w Krakowie.

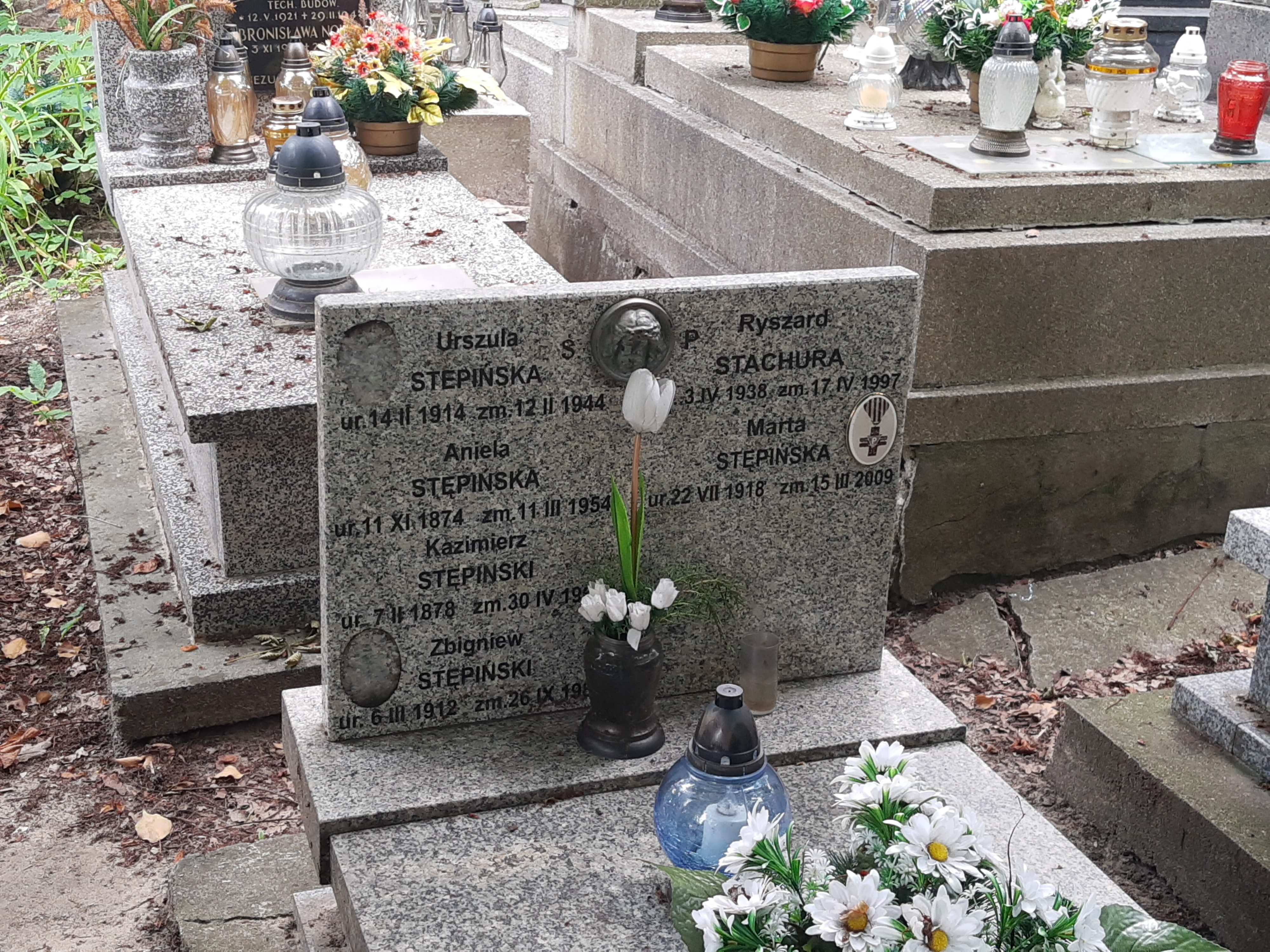
grób Urszuli Stępińskiej na Cmentarzu Podgórskim